# イラク暫定政権
イラク暫定政権（イラクざんていせいけん）は、イラクにおいて2004年6月1日に発足し、同年6月28日から2005年4月28日まで同国を統治した統治機構。イラク暫定政府とも呼ばれる。
イラク戦争終結後に、イラク国民への統治権限の委譲を目的として定められた政治プロセス（移行期間のためのイラク国家施政法）に基づく、暫定的な統治機構である。
政治プロセスは、占領統治を行う連合国暫定当局から暫定政権へ主権を移譲、暫定政権は制憲議会選挙を実施し、それに基づいて発足するイラク移行政府が恒久憲法を制定、恒久憲法に基づく議会選挙による議会が、正式政府を発足させることとされた。
暫定政権期間の主な出来事はイラク戦争の年表を参照

## 首脳
大統領が元首となるがその役割は象徴的なものに留まり、実務は首相が総括する。
大統領、首相を始めとする閣僚のポストは、当初の国連案では党派色の弱いテクノクラート中心の人選が考えられていたが、最終的に連合国暫定当局のもとで1年近く統治の実務を担当してきたイラク統治評議会が自主的に選出した大統領、首相以下の閣僚を追認する形となった。大統領、首相は統治評議会のメンバー、またそれ以外の重要ポストも統治評議会の関係者によって埋められたので、親米的な人選であるとの批判もあった。
- 大統領
  - ガーズィー・ヤーワル（スンナ派、アラブ部族指導者）
- 副大統領
  - イブラーヒーム・ジャアファリー・エシャイケル（シーア派、イスラム系政党ダアワ党）
  - ロウシュ・ヌーリー・シャーウィース（英語版）（クルド人、クルド民主党）
- 首相
  - イヤード・アッラーウィー（シーア派、イラク国民合意）
- 副首相
  - バルハム・サーレハ（クルド人、クルド愛国同盟）
- 外相
  - ホーシュヤール・ズィバーリー（クルド人、クルド民主党）

## 略歴
- 2004年
  - 5月28日 - イラク統治評議会が暫定政権を選出。
  - 6月2日 - 暫定政権発足。
  - 6月28日 - 連合国暫定当局(CPA)から主権移譲、連合暫定当局解散。
  - 6月29日 - 元大統領サッダーム・フセインら計12人の起訴を宣言。
  - 11月8日 - 米軍がファルージャへ進攻（ファルージャの戦闘）、クルド人自治区を除く全域に非常事態宣言。
  - 12月14日 - 国民議会選挙へ向け、選挙人登録と立候補者受付などの選挙活動開始。
- 2005年
  - 1月30日 - 国民議会選挙の実施。
  - 2月17日 - 選挙の結果を発表。シーア派が圧勝、クルド人が次ぐ。スンナ派はボイコットのため議席わずか。議員による移行政府設立準備が始まる。
  - 3月16日 - イラク初の議会が召集される。移行政府の選出を始める。
  - 4月28日 - イラク移行政府が発足。暫定政権解消。

## 関連記事
- イラク戦争
- 対テロ戦争